# 세르게이 비류조프

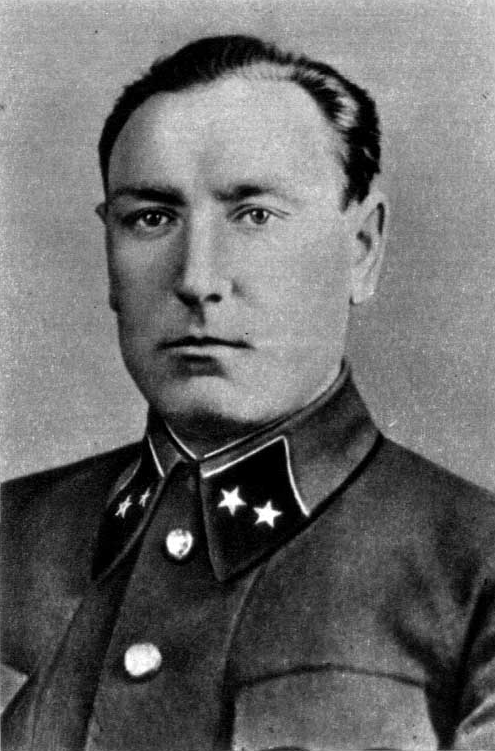
세르게이 비류조프

세르게이 세묘노비치 비류조프(Серге́й Семёнович Бирюзо́в, 1904년 8월 21일 ~ 1964년 10월 19일) 은 제2차 세계대전에서 활약하고, 후에 소련군 총참모장을 지낸 소비에트 연방의 군사지휘관이다.
랴잔주에서 태어났다. 1926년에 소련 공산당에 가입하고, 붉은 군대에 입대하였다. 이후 1937년 프룬제 군사 아카데미를 졸업하고, 보병 사단의 참모장이 되었다. 1939년에는 하르코프 군관구의 작전부장이 되었고, 이후 제132 보병 사단장에 임명되었다.
이후 3년간 계속 이 부대를 지휘했는데, 소련군 지휘관의 평균 재임기간이 기껏해야 몇달임을 감안하면 이것은 매우 예외적인 일이었다. 독소전쟁이 발발하자, 비류조프의 사단은 남서전선과 브랸스크 전선군에 소속되었다.
비류조프는 능력있는 사단장이었으며, 때로는 후방이 아니라 진두에서 직접 전투를 지휘하기도 하였다. 그리하여 1941년 한해동안에 5번이나 부상을 당했다. 1942년에는 제48군의 참모장이 되었고, 이 부대는 브랸스크 전선군에 속해 있었다. 이후 제2 근위군의 참모장을 역임하여 스탈린그라드 전투에서 독일 제6군을 포위 섬멸하는데 공을 세웠다.
1943년 4월에는 남부전선군의 참모장이 되었고, 이 전선군의 사령관은 표도르 톨부힌이었다. 1943년 10월 20일에 남서전선군은 제4 우크라이나 전선군으로 개칭했고, 1944년 5월까지 재임하다가 다시 톨부힌과 함께 제3 우크라이나 전선군의 참모장으로 전임했다. 10월에는 이 부대에 소속된 제37군 사령관으로 임명되었다. 이 부대는 우크라이나, 불가리아를 거쳐 발칸반도의 유고슬라비아까지 진격하여 종전을 맞았다.
종전 이후 불가리아 주재 소련군 사령관이 되었고, 계속 여러 자리를 거쳤다. 1955년 4월 소련 원수 계급을 받고, 비류조프는 소련 국내 방공군의 사령관이 되었고, 1962년에는 핵미사일 부대를 책임진 전략로켓군 사령관이 되었다. 1963년에는 소련군 총참모장에 임명되었다.
1964년 10월 비류조프는 유고슬라비아를 방문하던 중 비행기 사고로 사망하였고, 유해는 화장되어 크레믈린의 벽묘지에 안장되었다.
| 전임 마트베이 자카로프 | 제5대 소련군 총참모장 1963년 3월 ~ 1964년 10월 19일 | 후임 마트베이 자카로프 |